# Acrosome

Schéma d'un acrosome

L’acrosome est un organite dont la membrane enveloppe partiellement le noyau du spermatozoïde. 

## Formation
L'acrosome se forme à partir des vésicules golgiennes (appareil de Golgi) lors de la spermiogenèse (passage de la spermatide ronde à la spermatide allongée). Ces vésicules (dites proacrosomiques) vont s'étaler sur le pôle antérieur du noyau et confluer pour former un granule acrosomique qui s'accole au noyau encore sphérique. Puis ce granule va prendre une forme hémisphérique et s'aplatit contre le noyau tandis que sa membrane va s'étendre le long de la membrane nucléaire  formant ainsi la coiffe céphalique ou capuchon. L'ensemble forme alors l'acrosome avec une membrane externe et une membrane interne. L’acrosome se prolonge en arrière par la cape post-acrosomique.

## Fonction
L’acrosome est très riche en enzymes (hyaluronidase, neuraminidase,  proacrosine...), et a comme fonction de fusionner avec la membrane plasmique du spermatozoïde afin de déverser ses enzymes dans la zone pellucide de l'ovocyte pour faciliter l'avancement (réaction acrosomique).
L'acrosome est nécessaire pour le passage de la Zone pellucide de l'ovocyte lors de la fécondation (par libération de proacrosine activée en Acrosine).

## Metazoa
Une des synapomorphies (caractéristique propre d'un clade) des Metazoa (ou Métazoaires) est la présence d'un acrosome sur les spermatozoïdes. Cela signifie que chaque clade faisant partie des Metazoa présente cette caractéristique (sauf réversion).